# Raorchestes uthamani
Raorchestes uthamani es una especie de anfibio anuro de la familia Rhacophoridae.

## Distribución geográfica
Esta especie es endémica de Kerala en la India. Habita a 1000 m sobre el nivel del mar en los distritos de Pathanamthitta en Ghats occidentales.

## Descripción
El holotipo de Raorchestes uthamani, de una hembra adulta, mide 21 mm. Su dorso es de color amarillo rosado y su lado ventral blanquecino.

## Etimología
El nombre de la especie, uthamani, se le dio en honor a dos naturalistas de Kerala, PK Uthaman, ornitólogo, y KV Uthaman, oficial forestal del Departamento de Bosques y Vida Silvestre de Kerala, por su interés y ayuda para preservar la naturaleza.

## Publicación original
- Zachariah, Dinesh, Kunhikrishnan, Das, Raju, Radhakrishnan, Palot &, Kalesh, 2011: Nine new species of frogs of the genus Raorchestes (Amphibia: Anura: Rhacophoridae) from southern Western Ghats, India. Biosystematica, vol. 5, p. 25-48[4]